# John D. Dickinson

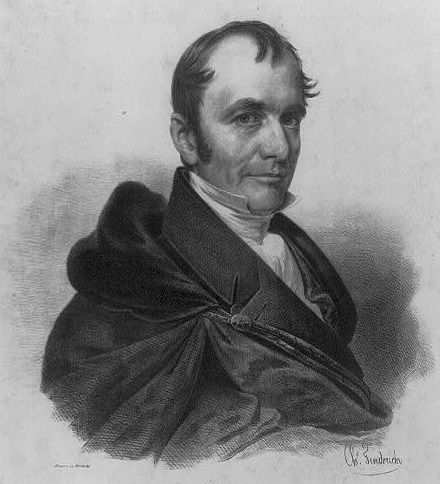
John D. Dickinson

John Dean Dickinson (* 28. Juni 1767 in Middletown, Colony of Connecticut; † 28. Januar 1841 in Troy, New York) war ein US-amerikanischer Jurist und Politiker. Er vertrat zwischen 1819 und 1823 sowie zwischen 1827 und 1831 den Bundesstaat New York im US-Repräsentantenhaus.

## Werdegang
John Dean Dickinson wurde in Middletown geboren und wuchs während der britischen Kolonialzeit auf. Er schloss seine Vorstudien ab und graduierte dann 1785 am Yale College. 1790 zog er nach Lansingburgh im Rensselaer County. Seine Zulassung als Anwalt erhielt er im April 1791 und begann dann in Lansingburgh zu praktizieren. Er zog nach Troy, wo er 1801 die Farmers’ Bank gründete und deren Präsident wurde – eine Stellung, die er bis zu seinem Tod innehatte. 1814 gründete er die Rensselaer & Saratoga Insurance Co. und war deren Direktor. Dickinson saß vom November 1816 bis zum April 1817 in der New York State Assembly. 1818 war er der erste Präsident der Troy Lyceum of Natural History.
Politisch gehörte er zu jener Zeit der Föderalistischen Partei an. Bei den Kongresswahlen des Jahres 1818 für den 16. Kongress wurde Dickinson im zehnten Wahlbezirk von New York in das US-Repräsentantenhaus in Washington, D.C. gewählt, wo er am 4. März 1819 die Nachfolge von John P. Cushman antrat. Nach einer erfolgreichen Wiederwahl im Jahr 1820 schied er nach dem 3. März 1823 aus dem Kongress aus.
Er war 1824 einer der ursprünglichen Trustees am Rensselaer Polytechnic Institute. Dann wurde er in das Committee berufen, welches General Lafayette empfing, als er die Vereinigten Staaten in den Jahren 1824 und 1825 besuchte.
Als Folge einer Zersplitterung der Demokratisch-Republikanischen Partei vor und während der Präsidentschaft von John Quincy Adams (1825–1829) schloss er sich der zu jener Zeit der Adams-Fraktion (20. Kongress) und später der Anti-Jacksonian-Fraktion (21. Kongress) an. Er wurde im neunten Wahlbezirk von New York in das US-Repräsentantenhaus gewählt, wo er am 4. März 1827 die Nachfolge von William McManus antrat. Nach einer erfolgreichen Wiederwahl im Jahr 1828 schied er nach dem 3. März 1831 aus dem Kongress aus.
Nach seiner Kongresszeit nahm er in Troy wieder seine Tätigkeit als Anwalt auf, wo er am 28. Januar 1841 verstarb. Sein Leichnam wurde auf dem Oakwood Cemetery beigesetzt. Er war mit Anne Eliza Tillman verheiratet. Das Paar hatte nur eine Tochter: Julia Maria Dickinson (1799–1846).